# 피크 트램
피크 트램(중국어 정체자: 山頂纜車, 영어: Pick Tram)은 중화인민공화국 홍콩에 있는 강삭철도(케이블카)이다. 홍콩섬의 고지대에서 관광객과 거주자들을 수송해준다. 분산구(半山區, Mid-Levels)를 경유하여 가든도로(Garden Road) 진종(애드미럴티)에서 빅토리아 피크(太平山)까지 이어지는 이 노선은, 가장 직접적인 노선을 제공하며 홍콩의 항구와 고층 건물에 대한 좋은 전망을 제공한다.
피크 트램은 홍콩의 유명한 페닌슐라 호텔(The Peninsula Hong Kong) 소유주인 홍콩 상하이 호텔(HSH, Hongkong and Shanghai Hotels)이 소유 및 운영한다. 노선 정상에 위치한 HSH의 피크 타워(凌霄閣) 레저 복합 단지와 함께, 더 피크(The Pick)라는 브랜드를 사용하여 홍보한다.

## 역사
1873년 빅토리아 피크에 호텔이 문을 열었지만 등산을 하거나 가마를 타야만 피크에 갈 수 있어 개발이 느렸다. 1881년 5월, 스코틀랜드인 사업가 알렉산더 스미스가 산 위에 주거지를 개발하기 위해 애드머럴티와 피크를 연결하는 철도를 고안했다. 다음해 허가를 받고 공사를 시작해 6년만인 1888년에 완공되었다. 피크트램은 아시아 최초의 강삭 열차였다.
1908년과 1949년 사이 제일 앞 두 자리에는 "이 자리는 홍콩 총독 각하를 위해 준비되었습니다"라는 청동 명판이 있었다. 총독이 갑자기 나타날 경우를 대비해 출발 2분 전까지 이 자리는 비워놔야 했다.
1926년 동력원이 증기에서 전기로 교체되었다. 1989년에는 6000만 홍콩 달러를 투입한 공사 이후 전기 구동 방식으로 운용 중이다.

## 경로
중완에서 빅토리아 피크까지의 피크 트램 경로는 약 1.4 킬로미터 (0.87 mi)의 거리와 400 미터 (1,312 ft) 아래의 해발 고도를 커버한다. 이 노선은 두 개의 큰 커브를 가지며, 하나는 하단 끝을 떠난 직후 왼쪽에 하나, 그리고 다른 하나는 등반 위쪽에 있는 오른쪽에 있다. 경사로는 또한 오르막을 통해 상당히 다양하게 구성되었으며, 두 개의 트램이 있는 단선 경로와 통과 루프이다.

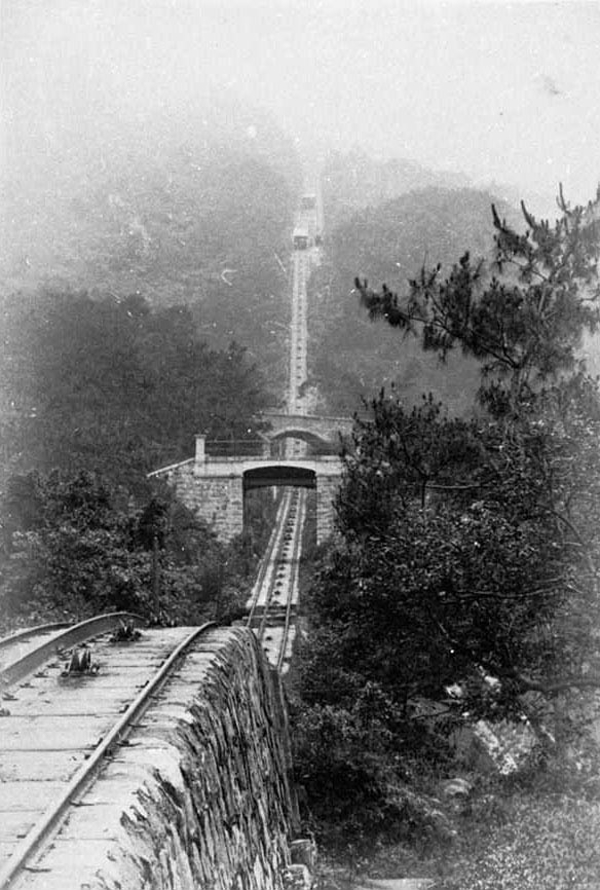
1897년 오르막의 전차 선로

하단 종착역인 가든 도로역은 성 요한 대성당 근처의 가든 도로(Garden Road)에 위치해있다. 원래의 역은 지면의 전차 종착역이 있는 오피스 타워인 세인트존 빌딩에 통합되었다. 역은 양쪽면에 승강장이 있는 단선 선로로 구성된다. 승강장 하나는 탑승에 사용되며, 다른 하나는 하차에 사용된다.
상단 종착역인 피크역은 빅토리아 갭(Victoria Gap)의 피크 타워 쇼핑 및 레저 단지 아래에 위치해 있으며 빅토리아 피크 정상 회담에서 약 150m 떨어져 있다. 역에는 하단 탑승구와 같은 탑승 및 하차 승강장이 배치되어 있다. 케이블카의 운반 및 제어 장비는 역 아래 지하에 있다.
또한 4개의 중간역이 있으며, 각 역은 단일 계단식 승강장과 쉼터로 구성된다.:
- 케네디 도로역 : 홍콩의 전 총독 아서 애드워드 케네디 경(Sir Arthur Edward Kennedy)의 이름을 딴 케네디 도로에 위치하고 있다.
- 맥도넬 도로역 : 홍콩의 전 총독 리처드 맥도넬 경(Sir Richard MacDonnell)의 이름을 딴 맥도넬 도로에 위치하고 있다. 여기에 차량기지와 옛차량들이 보존되고 있다.
- 메이 도로역 : 홍콩의 전 총독 프랜시스 헨리 메이 경(Sir Francis Henry May)의 이름을 딴 메이 도로에 위치하고 있다.
- 바커 도로역 : 전 군 사령관이자, 홍콩의 행정관리자였던 조지 디그비 바커 장군(General George Digby Barker)의 이름을 딴 바커 도로에 위치하고 있다.

## 상세 정보

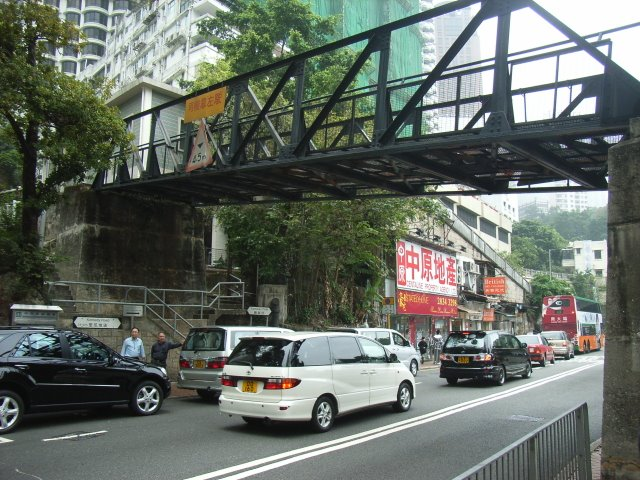
케네디 도로에 가설되는 철교

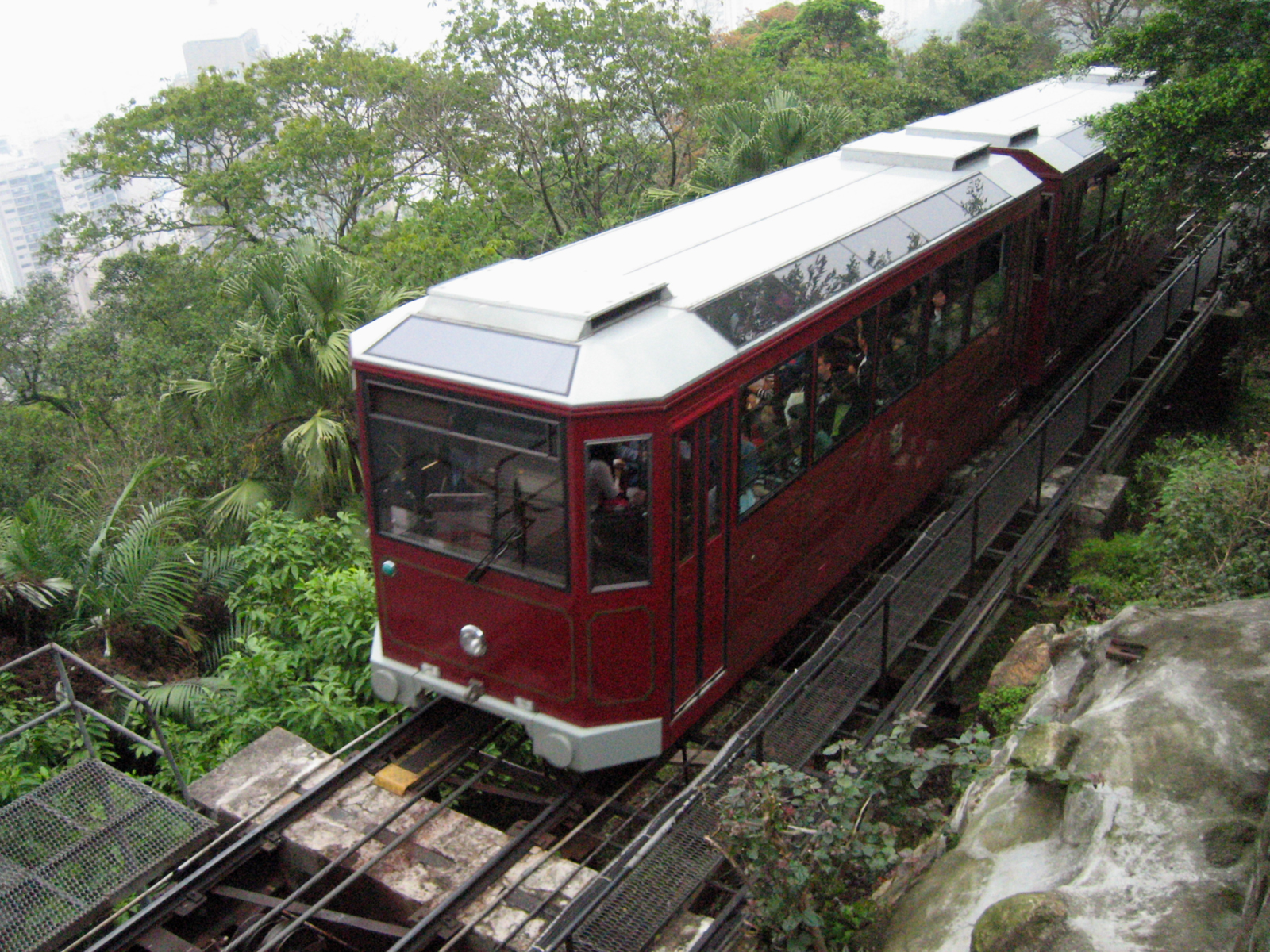
상부 종착역에 진입한 피크 트램 차량

피크 트램은 강삭철도로 다음과 같은 기술 정보를 가지고 있다.:
- 길이: 1,364 미터 (4,475 ft)
- 높이: 368 미터 (1,207 ft)
- 최대 경사로: 48 %
- 선로 경사: 4–27 도
- 차량: 2대의 2량 편성
- 차량 제작사: Gangloff AG,[5](스위스)
- 수용 인원: 열차 당 120명의 승객
- 구성: 대피선이 있는 단선
- 운행 시간: 평균 4.9 분
- 최고 속도: 6 미터 매 초 (19.69 ft/s)
- 궤간: 1,520 mm (4 ft 11 27⁄32 in) 러시아 궤간
- 견인 방식: 전기

현재 1956년제 4세대 알루미늄 차량만이 존재하며, 기존의 2세대 및 3세대 차량은 더 이상 사용되지 않는다. 피크 트램 역사 갤러리(山頂纜車歷史珍藏館)에서 1세대 차량의 복제본이 전시되어 있다.

## 역 목록
| 역명 (한국어) | 역명 (중국어) | 역명 (영어)     | 영업거리 | 연결 노선                                 | 소재지 |
| ------------- | ------------- | --------------- | -------- | ----------------------------------------- | ------ |
| 가든 도로역   | 花園道站      | Garden Road     | 0.0      | ■공도선, ■췬완선 (중완역 또는 감중역으로) | 중시구 |
| 케네디 도로역 | 堅尼地道站    | Kennedy Road    |          |                                           | 중시구 |
| 맥도넬 도로역 | 麥當勞道站    | MacDonnell Road |          |                                           | 중시구 |
| 메이 도로역   | 梅道站        | May Road        |          |                                           | 중시구 |
| 바커 도로역   | 白加道站      | Barker Road     |          |                                           | 중시구 |
| 피크역        | 山頂站}}      | The Pick        | 1.4      |                                           | 중시구 |

## 루가드 도로 1호

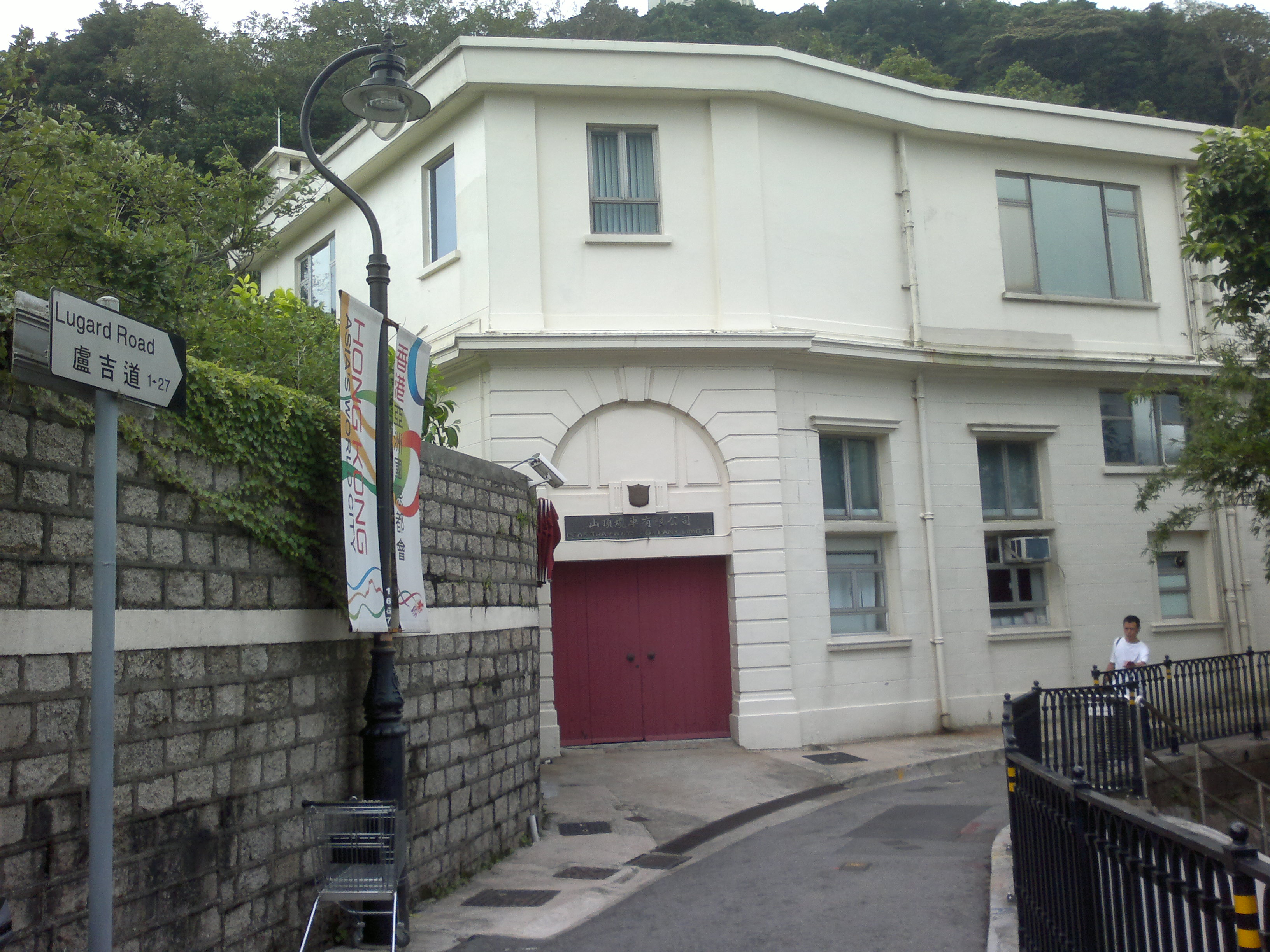
피크 타워와 피크 룩아웃 옆에 있는 루가드 도로의 시작점: 흰색 건물이 루가드 도로 1호이다.

피크 타워(Pick Tower,凌霄閣)와 피크 룩아웃(The Pick Lookout,舊山頂餐廳) 옆에 위치한 루가드 도로 1호(No. 1 Lugard Road,盧吉道1號)는 피크 트램 유한공사에서 워크샵으로 지어졌으며, 1953년에 추가층을 넣여 회사 총책임자를 위한 평면통행을 제공했다. 건물은 피크 트램 유한공사가 소유 및 운영한다. 2010년부터 3급 역사건축에 지정되었다.

## 같이 보기
- 강삭철도 목록
- 홍콩의 교통